# (735) Marghanna
(735) Marghanna – planetoida z pasa głównego asteroid okrążająca Słońce w ciągu 4 lat i 187 dni w średniej odległości 2,73 au. Została odkryta 9 grudnia 1912 roku w Landessternwarte Heidelberg-Königstuhl w Heidelbergu przez Heinricha Vogta. Nazwa pochodzi od połączenia imion Margarete Vogt, matki odkrywcy i Hanny, jego krewnej. Przed nadaniem nazwy planetoida nosiła oznaczenie tymczasowe (735) 1912 PY.